# 鶴舞藩
鶴舞藩（つるまいはん）は、明治維新期の短期間、上総国に存在した藩。藩庁は市原郡石川村（現在の千葉県市原市鶴舞）の鶴舞陣屋（鶴舞城）。1868年に遠江浜松藩の井上家が6万石余で移封され、1871年の廃藩置県まで存続した。徳川宗家の静岡移転にともなって駿遠から房総に移された7藩の中では最大の石高を有する藩である。
本記事では廃藩後に設置された鶴舞県（つるまいけん）についても言及する。

## 歴史

### 立藩から廃藩まで

#### 井上家の房総移転
慶応4年/明治元年（1868年）5月、徳川宗家当主徳川家達は新政府から駿府藩主として認められ、70万石の領主として駿河・遠江に入ることとなった。これにより既存の駿河・遠江の大名は房総に移されることとなった。遠江浜松藩は6万石で、移転対象となった中で最大の石高を有する藩であり、藩主の井上正直は幕末期に老中・外国御用取扱を歴任した人物であった。
9月21日、浜松藩主井上正直に、代地として上総国市原郡・埴生郡・長柄郡のうち6万2000石余が与えられることが沙汰された。浜松藩内には移封に対する不満もあり、208か村領民総代として3人の大庄屋が「永城ノ御処置」を太政官に嘆願する事態も発生した。なお、移転先となる上総国の村でも、11月に房総知県事（安房上総知県事）役所に対して領主支配に戻さないよう嘆願が出されている。
旧浜松藩領の徳川家への引き渡しは、5月に発生した天竜川決壊に対する普請や、明治天皇の東幸によって延期された。12月15日になって中泉代官大竹庫三郎への引き渡しが行われている。
明けて明治2年（1869年）、荷物は天竜川河口部の掛塚湊（現在の磐田市掛塚地区）から船便で送られた。移住者は士族219戸1188人、卒族552戸2136人という。藩主井上正直は1月27日に浜松から出発、2月11日に新領地に到着。埴生郡長南宿（矢貫村。現在の長生郡長南町長南）に入り、今関家に居を構えて「仮本営」とし、長福寿寺を仮の藩庁とした。房総知県事柴山文平から引き渡された領地は、上記3郡に山辺郡を加えた4郡中で6万2000石余であった（仮藩庁は長福寿寺に置かれたあと、房総知県事が県庁として使用していた浄徳寺に移ったともいう）。

#### 鶴舞の建設
長南宿は房総中往還（大多喜往還）の宿場で、江戸時代には在郷町として栄えた町である。当初は長南に藩庁を建設する計画もあったというが、庁舎や家臣の住居を配置するのは手狭であったとされる。このため市原郡内田郷石川村地内の桐木原と呼ばれる荒蕪地の開拓に着手し（明治2年2月12日付で桐木原への庁舎造営願いが聴許されている）、版籍奉還後の明治3年（1870年）4月に藩庁・知事邸（「鶴舞御本営」）や藩士居宅が完成。浜松にあった藩校「克明館」を移転した。「鶴舞」という地名は、鶴が翼を広げたような台地の地形から命名されたとも、もともとあった「鶴舞谷」という谷の名を採って桐木台全体を「鶴舞」（鶴舞台）と命名したともいう。
鶴舞城下町の新設や道路整備などの大土木工事が興されたため、領民の夫役などの負担は大きかったとされる。一方、この地域の多くは江戸時代には旗本知行地であり、産業開発や土木事業は村方に放任されていたため、藩がこれらの事業を意欲的に行ったことには肯定的評価がある。鶴舞藩は短い統治期間中、博奕や奢侈や無断集会の禁止など多くの布達を出すとともに、村々の識見・人格の優れた者を「敷教小助」という役職に任命し、統治の安定を図った。産業振興策としては新田畑の開墾のほか、養豚・養蚕の普及を図ったことが着目される。

### 鶴舞県
明治4年（1871年）に廃藩置県によって鶴舞県となる。7月14日、井上正直は藩知事を罷免されて東京に去った。同年末には第一次府県統合によって木更津県の一部となった。

## 歴代藩主

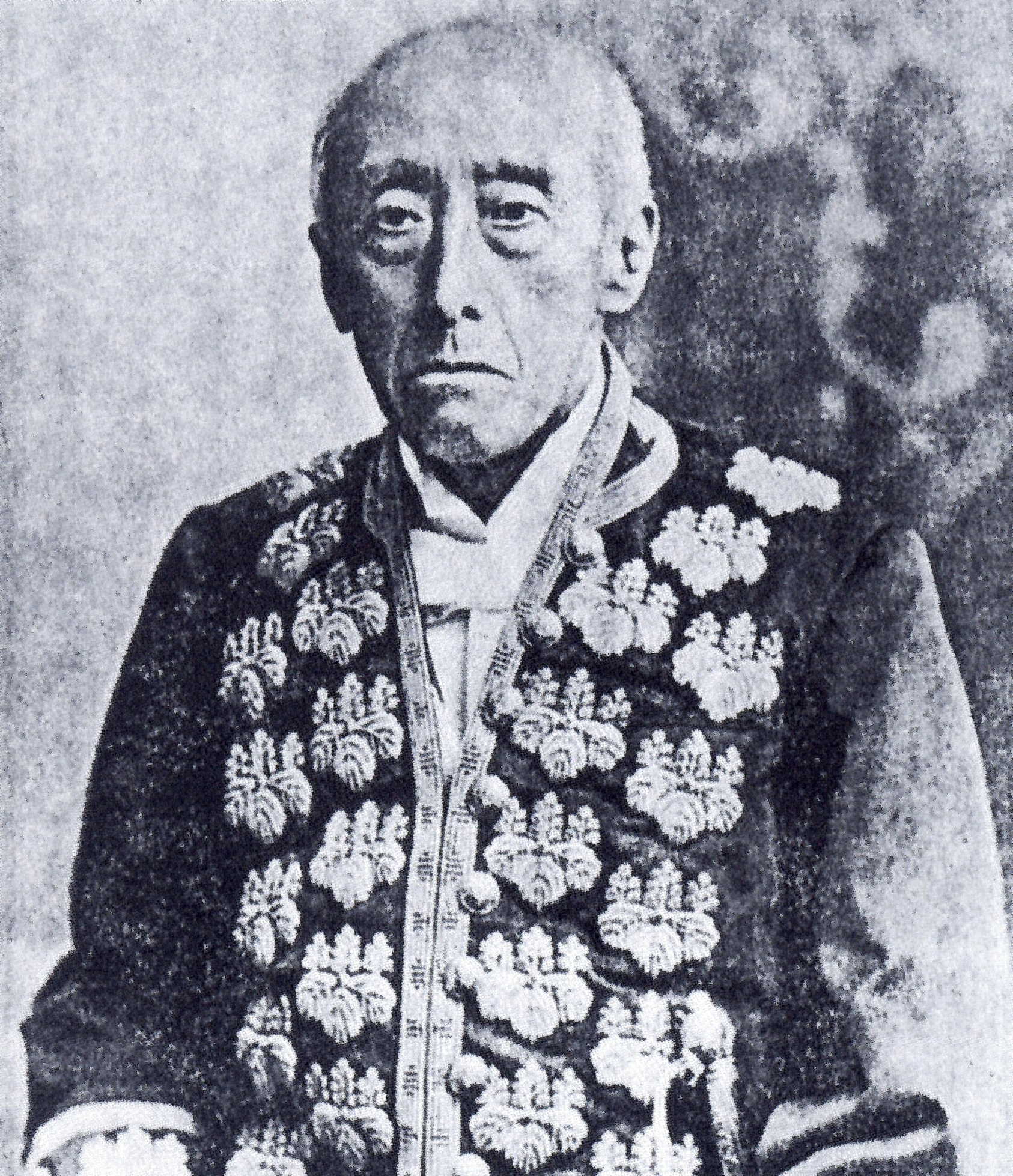
明治期の井上正直

井上家
旧譜代・雁間 6万石
1. 井上正直

## ゆかりの人物
浜松出身の国学者村尾元融（1802年 - 1852年）の遺稿『続日本紀考証』全12巻の出版を井上正直が支援し、明治3年（1870年）に鶴舞で出版している。
浜松藩の開明的改革を唱え、佐幕派と見られて閉門処分を受けた岡村義理（黙之助）は、国替えの際に赦免されたが鶴舞に同行せず、浜松で生涯を終えた。義理の長男で飯島家を継いだ飯島魁は理学博士・動物学者となり、義理の二男・岡村義昌の子からは岡村輝彦・岡村竜彦の兄弟が出た。岡村輝彦は鶴舞藩貢進生として大学南校に学び、のちに法律家となって英吉利法律学校（中央大学の前身）設立者の一人となった。
「日本点字の父」と呼ばれる石川倉次、耳鼻咽喉科学を日本にもたらしたとされる賀古鶴所、明治期の性科学に大きな影響を及ぼした『造化機論』翻訳者である千葉繁（千葉欽哉）も、浜松から鶴舞に移った藩士やその家族であった。

## 領地

### 廃藩時点の領地
- 上総国
  - 市原郡のうち - 120村（旧幕府領1村、旗本領16村、久留里藩領15村、高岡藩領7村、佐貫藩領3村、鶴牧藩領1村、館山藩領1村、安房上総知県事領83村【内訳は旧幕府領7村、旗本領69村、与力給地1村、請西藩領8村、鶴牧藩領7村、岩槻藩領5村、佐貫藩領1村、西大平藩領1村】）
  - 埴生郡のうち - 48村（旧旗本領5村、久留里藩領1村、鶴牧藩領1村、高岡藩領1村、安房上総知県事領44村【内訳は旧幕府領2村、旗本領44村】）
  - 長柄郡のうち - 45村（旧幕府領2村、旗本領6村、与力給地1村、鶴牧藩領2村、安房上総知県事領40村【内訳は旧幕府領2村、旗本領37村、与力給地1村、一宮藩領2村、生実藩領1村、吉井藩領1村】）

なお、いずれも相給が存在するため、村数の合計は一致しない。

### 城と城下町

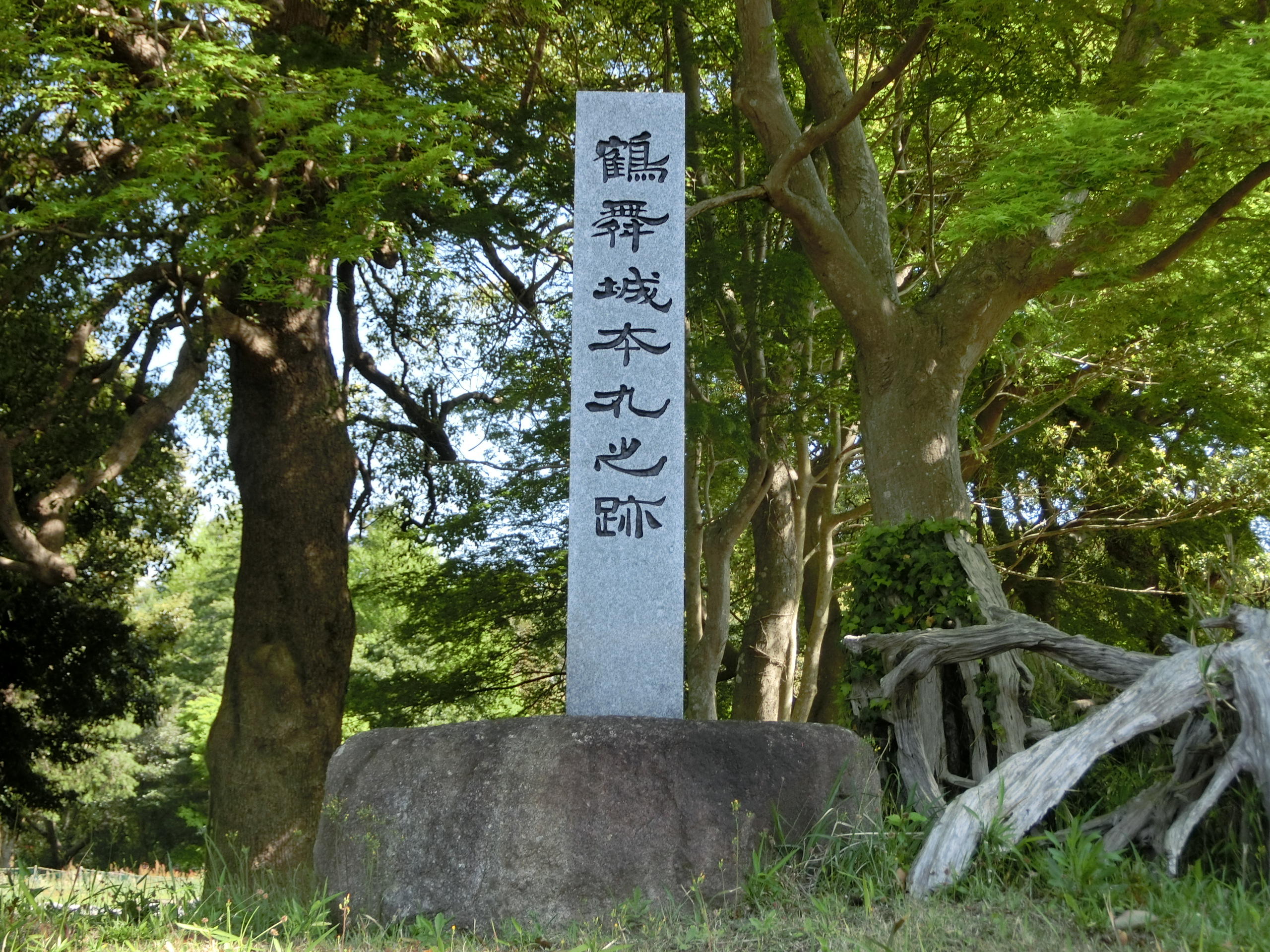
鶴舞城本丸跡の碑

藩庁は陣屋であったが、井上家は城持大名であったために「鶴舞城」と公称した。現代の鶴舞は「日本最後の城下町」と称している。
藩庁跡地には小学校（現在の市原市立鶴舞小学校）が建てられた。藩庁跡には鶴舞城本丸跡の碑や、井上正直の像が立てられているほか、周辺には石川倉次の像、伏谷如水と清水次郎長の記念碑など藩ゆかりの記念物がある。
鶴舞は「本格的な町作りが行われた」という評もあり、1889年（明治22年）の『上総国町村誌』には「村は市街たり」と記されている。『上総国町村誌』によれば人口1732人（1886年（明治19年）時点の調査という）を数え、市原郡役場鶴舞出張所や千葉警察鶴舞分署があった。1889年（明治22年）の町村制施行に際し周辺の村とともに鶴舞村を発足させ、1891年（明治24年）1月には鶴舞町となった。郡内では郡庁所在地の八幡町に次いで2番目に町制をおこなった町である。鶴舞町は昭和の大合併で南総町となり、ついで市原市に編入された。